# Devinder Shory
Devinder Shory (né le 3 août 1958 à Barnala en Inde) est un homme politique canadien.

## Biographie
Il a été député à la Chambre des communes du Canada, représentant la circonscription albertaine de Calgary-Nord-Est sous la bannière du Parti conservateur du Canada. Lors des élections générales de 2015, il a été défait par Darshan Kang du Parti libéral du Canada dans la nouvelle circonscription de Calgary Skyview.